# Rakieem Salaam
Rakieem Salaam (San Bernardino (California), Estados Unidos, 5 de abril de 1990) es un atleta estadounidense, especialista en la prueba de 4 x 100 m, con la que llegó a ser subcampeón mundial en 2013.

## Carrera deportiva
En el Mundial de Moscú 2013 gana la medalla de plata en los relevos 4 x 100 m, tras Jamaica y por delante de Canadá.